# Couto de Esteves
Couto de Esteves é uma povoação portuguesa sede da Freguesia de Couto de Esteves do Município de Sever do Vouga, freguesia com 16,95 km² de área e 712 habitantes (censo de 2021), tendo, por isso, uma densidade populacional de 42 hab./km².

## História
Em 1128, D. Teresa e D. Afonso Henriques, conjuntamente, assinaram o foral que tornou Couto de Esteves vila e sede de concelho, tornando-o couto do mosteiro de Lorvão e concedendo-lhe grande quantidade de privilégios. Era constituído por lugares das freguesias de Arões, Couto de Esteves, Junqueira, Rocas do Vouga e Ribeiradio. Em 1801 tinha 820 habitantes e era conhecido também como Castelo de Santo Estêvão. O concelho foi extinto em novembro de 1836. Resta ainda o vetusto pelourinho e o velho edifício que foi a Câmara. Antiga é também a sua igreja matriz, reerguida em 1716. Nos séculos XVI-XVII foi erigido o solar da Casa da Fonte, no Couto de Baixo, que foi residência da ilustre família Sequeira e Quadros.

## Demografia
A população registada nos censos foi:
| Distribuição da População por Grupos Etários | Distribuição da População por Grupos Etários | Distribuição da População por Grupos Etários | Distribuição da População por Grupos Etários | Distribuição da População por Grupos Etários |
| -------------------------------------------- | -------------------------------------------- | -------------------------------------------- | -------------------------------------------- | -------------------------------------------- |
| Ano                                          | 0-14 Anos                                    | 15-24 Anos                                   | 25-64 Anos                                   | > 65 Anos                                    |
| 2001                                         | 145                                          | 164                                          | 502                                          | 244                                          |
| 2011                                         | 85                                           | 87                                           | 432                                          | 286                                          |
| 2021                                         | 43                                           | 64                                           | 309                                          | 296                                          |

## Lugares
- Alinhada
- Amiais
- Barreiro
- Catives
- Cerqueira
- Couto de Baixo
- Couto de Cima (Sede)
- Coval
- Lameiras
- Lourizela
- Mouta
- Parada
- Quinta da Sernada
- Quinta de Souto Cerejeira
- Quinta do Rôdo*
- Quinta do Vouga
- Quinta dos Teixeiras
- Vilarinho

* Lugar submerso pela albufeira de Couto de Esteves e Ribeiradio.

## Património
- Pelourinho de Couto de Esteves
- Anta da Cerqueira
- Capela da Senhora da Boa Hora
- Casa do Concelho
- Cruzeiros à direita da porta da igreja matriz e em frente à antiga Casa do Concelho
- Cruzes dos Passos
- Casa da Fonte
- Poço do Inferno
- Cascata da Agualva
- Eiras e canastros de Catives
- Moinhos de água
- Alto da Fonte Gabriel
- Trechos do rio Gresso e do rio Teixeira